# Амбохиманга
Амбохиманга (на малгашки: Ambohimanga; на френски: Ambohimanga) е рова, владетелска крепост, в централен Мадагаскар, разположена на 24 km североизточно от днешната столица Антананариво.
Крепостта и хълмът, на който е разположена, са смятани за най-известния символ на културната идентичност на народа мерина, както и за най-значимия и добре запазен паметник на предколониалното малгашко царство Мерина. В ограденото със стени историческо селище се намират резиденциите и гробовете на няколко ключови владетели. Амбохиманга, един от дванадесетте свещени хълма на мерина, играе важна роля в мадагаскарската национална идентичност и запазва своето духовно и религиозно значение в продължение на поне четири столетия и остава място за поклонения.